# Tylothallia
Tylothallia is een geslacht van korstmossen dat behoort tot de familie Lecanoraceae. De typesoort is Tylothallia biformigera.

## Soorten
Volgens Index Fungorum telt het geslacht drie soorten (peildatum februari 2023):
| Soortnaam               | Auteur(s)                      | Publicatiejaar |
| ----------------------- | ------------------------------ | -------------- |
| Tylothallia biformigera | (Leight.) P. James & H. Kilias | 1981           |
| Tylothallia pahiensis   | (Zahlbr.) Hertel & H. Kilias   | 1983           |
| Tylothallia verrucosa   | (Müll. Arg.) Kantvilas         | 2014           |